# Only a Pawn in Their Game
Only a Pawn in Their Game è una canzone di Bob Dylan riguardante l'assassinio dell'attivista per i diritti civili Medgar Evers. Evers aveva mostrato il supporto per il movimento per i diritti civili degli afroamericani. Il brano venne pubblicato nell'album The Times They Are a-Changin' del 1964. Nel testo si suppone che l'assassino di Evers, Byron De La Beckwith, non sia il solo colpevole del crimine, ma una "pedina" (nel titolo pawn appunto) dell'élite bianca, la quale fomenta l'odio degli afroamericani ai bianchi più poveri, fatti sentire come marginali a discapito della "perfetta società bianca americana".

## Il brano
Dylan eseguì per la prima volta Only a Pawn in Their Game ad una manifestazione d'iscrizione alle liste elettorali di Greenwood, nel Mississippi. La canzone tratta dell'omicidio di Medgar Evers, che fu il leader del NAACP proprio nel Mississippi. L'attivista per i diritti civili Bernice Johnson avrebbe riferito più tardi al critico musicale Robert Shelton che il brano "fosse il primo esempio di canzone che mostrava le persone bianche vittime di discriminazione, così come i neri. La gente di Greenwood non sapeva della fama di Pete Seeger, Theodore Bikel e di Dylan (Seeger e Bikel erano anch'essi presenti alla manifestazione) ma era ben contenta che li supportassero. Apprezzarono soprattutto la presenza di Dylan lì giù nel Mississippi, lo stato dei campi di cotone".
Dylan eseguì la canzone alla marcia su Washington per il lavoro e la libertà del 28 agosto 1963, nella quale Martin Luther King pronunciò il celebre discorso I have a dream.